# Rivadavia (Schiff)
Die Rivadavia war ein argentinisches Schlachtschiff (Acorazado, spanisch wörtlich „gepanzert“) und das Typschiff der Rivadavia-Klasse, der außerdem noch die Moreno angehörte. In der Konstruktion ähnelte die Rivadavia der Arkansas und verfügte über einen für US-amerikanische Schlachtschiffe typischen Gittermast. Sie war benannt nach dem ersten Präsidenten Argentiniens, Bernardino Rivadavia (1780–1845).

## Historischer Hintergrund der Konstruktion
Nachdem Argentinien einen Flottenrüstungswettstreit mit Chile, der aufgrund von Grenzstreitigkeiten entstanden war, im Mai 1902 durch einen Vertrag geregelt hatte und daraufhin beide Staaten Kaufaufträge für größere Kriegsschiffe im Ausland stornierten, entwickelte Brasilien einen ambitionierten Flottenrüstungsplan, der durch den so genannten Dreadnought-Sprung 1905 eine gewisse Dynamik erhielt. Brasilien orderte in Großbritannien die beiden Dreadnoughts Minas Geraes und São Paulo, dem Argentinien mit einem Bauauftrag für zwei Dreadnoughts in den USA begegnete. Als Brasilien in Großbritannien ein drittes Schlachtschiff bestellte, wurde auch in Argentinien der Kauf eines weiteren Schiffs geplant. Der Kauf konnte aber fallen gelassen werden, als sich herausstellte, dass Brasilien mit der Finanzierung des Projekts überfordert war. Ohnehin hatten die brasilianischen Rüstungen für die „Goldene Flotte“ (Armada da Oro) den Staatshaushalt extrem belastet. Das in Großbritannien bereits im Bau befindliche Superdreadnought Rio de Janeiro wurde an das Osmanische Reich verkauft, das Schiff beim Ausbruch des Ersten Weltkriegs von Großbritannien konfisziert und als Agincourt in Dienst gestellt.

## Dienstzeit und Außerdienststellung
Da Argentinien in beiden Weltkriegen neutral blieb, wurden die Schlachtschiffe nie militärisch eingesetzt. 1925/26 wurden sie in den USA einer eingehenden Modernisierung unterzogen. Zusätzlich zu dem vorderen Gittermast erhielten die Schiffe hinten einen Dreibeinmast. Im Januar 1937 liefen beide Schiffe auf einer größeren Auslandsreise Valparaíso in Chile und Callao in Peru an. Im weiteren Verlauf des Jahres besuchten sie zusammen Brest und Wilhelmshaven. In Wilhelmshaven trennten sich die beiden Einheiten und die Rivadavia besuchte Hamburg, die Moreno Bremen. Von Oktober bis Dezember 1946 besuchte die Rivadavia auf Anordnung von Präsident Juan Perón Mexiko, Kuba, die Dominikanische Republik, Venezuela und Kolumbien.
1952 wurden beide Schiffe außer Dienst gestellt und abgerüstet. 1957 erfolgte der Verkauf an ein italienisches Abwrackunternehmen. 1960/61 wurde die Rivadavia in Savona abgewrackt.